# راکیم ساندرز
راکیم ساندرز (انگلیسی: Rakim Sanders؛ زادهٔ ۸ ژوئیهٔ ۱۹۸۹) بازیکن بسکتبال اهل ایالات متحده آمریکا است.